# Adolf Vorster (Papiermacher, 1610)
Adolf Vorster (* um 1610 im Amt Steinbach bei Olpe; † 3. Januar 1675 in der Herrschaft Broich) war ein deutscher Papierfabrikant.

## Leben und Wirken
Adolf Vorster gilt als Begründer der weitverzweigten Vorster’schen Papiermacher-Dynastie, die über Generationen hinweg ihren Wirkungskreis im Rheinland und in Westfalen entfaltete.

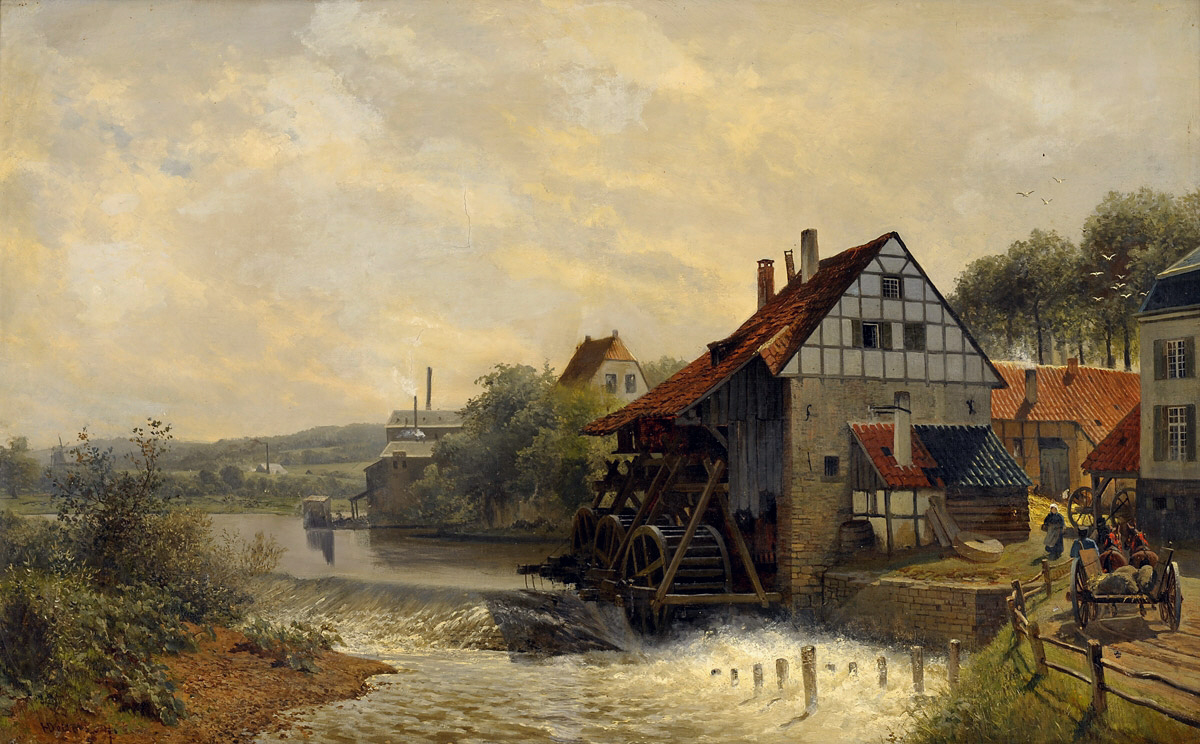
Heinrich Deiters (1840–1916): Die Vorstersche Papiermühle zu Broich an der Ruhr

Adolf Vorster pachtete im Jahre 1643 in Broich bei Mülheim an der Ruhr eine Papiermühle. Der Pachtvertrag wurde jeweils von einer Generation auf die nächste übertragen, so dass die Broicher Mühle 268 Jahre im Vorster’schen Familienbesitz blieb.
Von der Broicher Mühle gelangte die Papierfabrikation nach Westfalen, wo Nachkommen von Adolf Vorster in Eilpe und Delstern (heute Stadtteile von Hagen) Papiermühlen errichteten. Ein Mitarbeiter Adolf Vorsters – Wilhelm Rettinghaus  – nahm sein Wissen mit nach Übersee und errichtete in Germantown bei Philadelphia die erste Papiermühle auf amerikanischem Boden.

## Ehe und Nachkommen
Adolf Vorster war insgesamt dreimal verheiratet und hatte mit diesen Frauen zahlreiche Kinder. Die erste Ehe schloss er mit einer Frau namens Maria aus dem Amt Steinbach.
In zweiter Ehe war er mit einer Frau namens Christine (* um 1630, † 1672) aus Mülheim an der Ruhr verheiratet. Aus dieser Verbindung (⚭ um 1651) gingen neun Kinder hervor, darunter drei Söhne, die sich alle der Papiermacherei zuwandten. Dies wird auch als die Broicher Linie der Familie Vorster bezeichnet. Die neun Kinder waren:
- Johannes (* 1653 in Broich, † 1708 in Broich), Nachfolger des Vaters, zweiter Pächter der Broicher Papiermühle
- Mathias (* 1659 in Broich, † 1704 in Delstern), Gründer einer Papiermühle in Delstern bei Hagen
- Margarethe (1660–1692)
- Maria (1661–1699)
- Christine (1664–1685)
- Anna Sophie (* 1666)
- Gertraud (* 1668)
- Hermann (* 1670 in Broich, † 1740 in Wesel), Gründer einer Papiermühle oder -handlung in Wesel
- Anna Christine (* 1672)

Die dritte Ehe schloss er 1674 mit Catharina aus dem Bieg. Sie hatten eine gemeinsame Tochter namens Elisabeth (* 1675).
Ein Nachfahre von Adolf Vorster – sein Urenkel Johann Hermann Voerster – war der erste Bürgermeister der 1808 zur Munizipalität erhobenen Stadt Mülheim an der Ruhr.

## Weitere Quellen
- Stadtarchiv Mülheim an der Ruhr, Bestand 1550 Nr. 31.
- Stadtarchiv Mülheim an der Ruhr, Bestand 1390/14/1 ff.